# Alpha Mission
Alpha Mission, i Japan känt som ASO: Armored Scrum Object, är ett shoot 'em up-spel från SNK, utgivet som arkadspel 1985, och senare porterat till NES 1986.

## Handling
I den fiktiva Tetrenovagalaxen har ett krig om resurserna brutit ut mellan olika planeter. Tillsammans ger sig överlevande av mot Jorden.
Spelaren antar rollen som pilot på rymdfarkosten Syd, och skall förinta invaderande styrkor.

### Fotnoter
1. 1 2  ”Alpha Mission”. NES DB. 10 mars 1986. Arkiverad från originalet den 4 mars 2016. https://web.archive.org/web/20160304124230/http://www.nesdb.se/game_more.php?id=66&rid=4. Läst 28 juni 2014.
2. ↑  ”Alpha Mission” (på engelska). Mobygames. http://www.mobygames.com/game/alpha-mission. Läst 28 juni 2014.